# Pterolonche
Pterolonche é um gênero de traça pertencente à família Agonoxenidae.